# هانس باور (سياسي)
هانس باور هو سياسي هولندي، ولد في 15 سبتمبر 1940 في أمستردام في هولندا، وتوفي في 5 مارس 2020. نشط حزبياً في الديمقراطيون 66. وقد انتخب عمدة هولندي ‏.